# Discographie de Twice
Pour un article plus général, voir Twice (groupe).
La discographie du girls band sud-coréen Twice est composée de sept albums studio, quatre albums de compilation, quatre rééditions, quize mini-albums (EP) et trente-cinq singles. 
Lancé le 20 octobre 2015 avec pour premier mini-album The Story Begins, mené par le titre Like Ooh-ahh, le groupe acquiert une plus grande notoriété en 2016 avec son second mini-album Page Two contenant le titre Cheer Up qui atteindra la première place du Gaon Digital Chart. Depuis lors, Twice a remporté plusieurs grands prix avec son propre style musical « color pop » et continue à sortir des chansons énergiques et accrocheuses.
En mai 2024, avec plus de 14,5 millions d'albums coréens en circulation à travers le monde, Twice est le groupe de filles le plus vendu de l'histoire de la Corée du Sud. Au total, le groupe comptabilise plus de 20 millions d’exemplaires vendus via les marchés coréen et japonais cumulés. En juin 2023, Twice devient le premier groupe féminin sud-coréen à surpasser le million d'albums vendus, en format physique et numérique, aux États-Unis.
À ce jour, Twice a réussi à classer onze albums à la première place en Corée du Sud. Le groupe possède également le 3e plus grand nombre de singles classés numéro un en Corée du Sud, à savoir neuf.

## Discographie sud-coréenne

### Années 2010
| Année | Titre                                | Détails                                                          | Classements | Classements | Classements | Ventes                                          |
| Année | Titre                                | Détails                                                          | KOR         | JPN         | USA World   | Ventes                                          |
| ----- | ------------------------------------ | ---------------------------------------------------------------- | ----------- | ----------- | ----------- | ----------------------------------------------- |
| 2015  | The Story Begins (1er mini-album)    | - Date de sortie : 20 octobre 2015 - Label : JYP Entertainment   | 3           | 46          | 15          | - KOR : plus de 250 000 - JPN : plus de 48 425  |
| 2016  | Page Two (2e mini-album)             | - Date de sortie : 25 avril 2016 - Label : JYP Entertainment     | 2           | 16          | 6           | - KOR : plus de 366 000 - JPN : plus de 61 600  |
| 2016  | Twicecoaster: Lane 1 (3e mini-album) | - Date de sortie : 24 octobre 2016 - Label : JYP Entertainment   | 1           | 10          | 3           | - KOR : plus de 531 000 - JPN : plus de 147 000 |
| 2017  | Twicecoaster: Lane 2 (1re réédition) | - Date de sortie : 20 février 2017 - Label : JYP Entertainment   | 1           | —           | 4           | - KOR : plus de 401 835 - JPN : plus de 147 000 |
| 2017  | Signal (4e mini-album)               | - Date de sortie : 15 mai 2017 - Label : JYP Entertainment       | 1           | 11          | 3           | - KOR : plus de 439 000 - JPN : plus de 68 950  |
| 2017  | Twicetagram (1er album studio)       | - Date de sortie : 30 octobre 2017 - Label : JYP Entertainment   | 1           | 7           | 1           | - KOR : plus de 442 300 - JPN : plus de 137 730 |
| 2017  | Merry and Happy (2e réédition)       | - Date de sortie : 11 décembre 2017 - Label : JYP Entertainment  | 1           | 15          | —           | - KOR : plus de 300 000                         |
| 2018  | What Is Love? (5e mini-album)        | - Date de sortie : 9 avril 2018 - Label : JYP Entertainment      | 2           | 2           | 3           | - KOR : plus de 498 000 - JPN : plus de 118 700 |
| 2018  | Summer Nights (3e réédition)         | - Date de sortie : 9 juillet 2018 - Label : JYP Entertainment    | 1           | 4           | 4           | - KOR : plus de 474 000 - JPN :plus de 109 400  |
| 2018  | Yes or Yes (6e mini-album)           | - Date de sortie : 5 novembre 2018 - Label : JYP Entertainment   | 1           | 1           | 7           | - KOR : plus de 472 000 - JPN : plus de 193 000 |
| 2018  | The Year of "Yes" (4e réédition)     | - Date de sortie : 12 décembre 2018 - Label : JYP Entertainment  | 2           | 3           | —           | - KOR : plus de 240 000                         |
| 2019  | Fancy You (7e mini-album)            | - Date de sortie : 22 avril 2019 - Label : JYP Entertainment     | 2           | 1           | 4           | - KOR : plus de 519 000 - JPN : plus de 133 180 |
| 2019  | Feel Special (8e mini-album)         | - Date de sortie : 23 septembre 2019 - Label : JYP Entertainment | 1           | 3           | 6           | - KOR : plus de 573 000 - JPN : plus de 115 800 |

### Années 2020
| Année                                                                       | Titre                                     | Détails                                                                           | Classements | Classements | Classements | Classements | Classements | Classements | Ventes                                                                   |
| Année                                                                       | Titre                                     | Détails                                                                           | KOR         | JPN         | ALL         | FRA         | CAN         | USA         | Ventes                                                                   |
| --------------------------------------------------------------------------- | ----------------------------------------- | --------------------------------------------------------------------------------- | ----------- | ----------- | ----------- | ----------- | ----------- | ----------- | ------------------------------------------------------------------------ |
| 2020                                                                        | More & More (9e mini-album)               | - Date de sortie : 1er juin 2020 - Label : JYP Entertainment, Republic Records    | 1           | 2           | —           | —           | —           | 200         | - KOR : plus de 675 000 - JPN : plus de 136 000                          |
| 2020                                                                        | Eyes Wide Open (2e album studio)          | - Date de sortie : 26 octobre 2020 - Label : JYP Entertainment, Republic Records  | 2           | 3           | —           | —           | —           | 72          | - KOR : plus de 655 000 - JPN : plus de 100 000 - USA : plus de 9 100    |
| 2021                                                                        | Taste of Love (10e mini-album)            | - Date de sortie : 11 juin 2021 - Label : JYP Entertainment, Republic Records     | 2           | 2           | —           | —           | 38          | 6           | - KOR : plus de 704 000 - JPN : plus de 75 000 - USA : plus de 57 000    |
| 2021                                                                        | Formula of Love: O+T=<3 (3e album studio) | - Date de sortie : 12 novembre 2021 - Label : JYP Entertainment, Republic Records | 1           | 2           | —           | —           | 17          | 3           | - KOR : plus de 991 000 - JPN : plus de 82 000 - USA : plus de 144 000   |
| 2022                                                                        | Between 1&2 (11e mini-album)              | - Date de sortie : 26 août 2022 - Label : JYP Entertainment, Republic Records     | 2           | 2           | —           | —           | 40          | 3           | - KOR : plus de 1 170 000 - JPN : plus de 58 000 - USA : plus de 199 000 |
| 2023                                                                        | Ready To Be (12e mini-album)              | - Date de sortie : 10 mars 2023 - Label : JYP Entertainment, Republic Records     | 1           | 3           | 8           | 15          | 11          | 2           | - KOR : plus de 1 670 000 - JPN : plus de 77 000 - USA : plus de 303 000 |
| 2024                                                                        | With You-th (13e mini-album)              | - Date de sortie : 23 février 2024 - Label : JYP Entertainment, Republic Records  | 2           | 4           | 11          | 15          | —           | 1           | - KOR : plus de 1 240 000 - JPN : plus de 63 000 - USA : plus de 174 000 |
| 2024                                                                        | Strategy (14e mini-album)                 | - Date de sortie : 6 décembre 2024 - Label : JYP Entertainment, Republic Records  | 1           | 2           | 56          | 44          | —           | 4           | - KOR : plus de 936 000 - JPN : plus de 55 000 - USA : plus de 124 000   |
| 2025                                                                        | This Is For (4e album studio)             | - Date de sortie : 11 juillet 2025 - Label : JYP Entertainment, Republic Records  | 1           | 6           | 27          | 21          | 58          | 6           | - KOR : plus de 783 000 - JPN : plus de 29 000 - USA : plus de 84 500    |
| "—" indique que l'album ne s'est pas classé ou n'est pas sorti dans ce pays |                                           |                                                                                   |             |             |             |             |             |             |                                                                          |

## Discographie japonaise
| Année | Titre                                   | Détails                                                                                          | Classement | Ventes                |
| Année | Titre                                   | Détails                                                                                          | JPN        | Ventes                |
| ----- | --------------------------------------- | ------------------------------------------------------------------------------------------------ | ---------- | --------------------- |
| 2017  | What's Twice? (extended play numérique) | - Date de sortie : 24 février 2017 - Label : Warner Music Japan                                  | 16         | Non communiquées      |
| 2017  | #Twice (1re compilation)                | - Date de sortie : 28 juin 2017 - Label : Warner Music Japan                                     | 2          | JPN : plus de 326 000 |
| 2018  | BDZ (1er album studio)                  | - Date de sortie : 12 septembre 2018 - Réédition : 26 décembre 2018 - Label : Warner Music Japan | 1          | JPN : plus de 353 000 |
| 2019  | #Twice2 (2e compilation)                | - Date de sortie : 6 mars 2019 - Label : Warner Music Japan                                      | 1          | JPN : plus de 313 000 |
| 2019  | &Twice (2e album studio)                | - Date de sortie : 20 novembre 2019 - Réédition : 5 février 2020 - Label : Warner Music Japan    | 1          | JPN : plus de 221 000 |
| 2020  | #Twice3 (3e compilation)                | - Date de sortie : 16 septembre 2020 - Label : Warner Music Japan                                | 1          | JPN : plus de 150 000 |
| 2021  | Perfect World (3e album studio)         | - Date de sortie : 28 juillet 2021 - Label : Warner Music Japan                                  | 2          | JPN : plus de 86 000  |
| 2022  | #Twice4 (4e compilation)                | - Date de sortie : 16 mars 2022 - Label : Warner Music Japan                                     | 1          | JPN : plus de 87 000  |
| 2022  | Celebrate (4e album studio)             | - Date de sortie : 27 juillet 2022 - Label : Warner Music Japan                                  | 2          | JPN : plus de 133 000 |
| 2024  | Dive (5e album studio)                  | - Date de sortie : 17 juillet 2024 - Label : Warner Music Japan                                  | 2          | JPN : plus de 146 000 |
| 2025  | #Twice5 (5e compilation)                | - Date de sortie : 14 mai 2025 - Label : Warner Music Japan                                      | 3          | JPN : plus de 81 000  |
| 2025  | Enemy (6e album studio)                 | - Date de sortie : 27 août 2025 - Label : Warner Music Japan                                     | À venir    | À venir               |

## Chansons

### Singles coréens
| Année | Titre                      | Meilleures positions | Meilleures positions | Meilleures positions | Meilleures positions | Meilleures positions | Meilleures positions | Album                   |
| Année | Titre                      | KOR                  | JPN                  | CAN                  | USA Bub.             | USA World            | MON                  | Album                   |
| --- | -------------------------- | -------------------- | -------------------- | -------------------- | -------------------- | -------------------- | -------------------- | ----------------------- |
| 2015 | Like Ooh-ahh (Ooh-ahh하게) | 10                   | 27                   | —                    | —                    | 6                    | NC*                  | The Story Begins        |
| 2016 | Cheer Up                   | 1                    | 23                   | —                    | —                    | 3                    | NC*                  | Page Two                |
| 2016 | TT                         | 1                    | 3                    | —                    | —                    | 2                    | NC*                  | Twicecoaster: Lane 1    |
| 2017 | Knock Knock                | 1                    | 15                   | —                    | —                    | 5                    | NC*                  | Twicecoaster: Lane 2    |
| 2017 | Signal                     | 1                    | 4                    | —                    | —                    | 3                    | NC*                  | Signal                  |
| 2017 | Likey                      | 1                    | 2                    | —                    | —                    | 1                    | NC*                  | Twicetagram             |
| 2017 | Heart Shaker               | 1                    | 4                    | —                    | —                    | 2                    | NC*                  | Merry and happy         |
| 2018 | What Is Love?              | 1                    | 6                    | —                    | —                    | 3                    | NC*                  | What Is Love?           |
| 2018 | Dance the Night Away       | 1                    | 5                    | —                    | —                    | 2                    | NC*                  | Summer Nights           |
| 2018 | Yes or Yes                 | 1                    | 5                    | —                    | —                    | 5                    | NC*                  | Yes or Yes              |
| 2018 | The Best Thing I Ever Did  | 27                   | 67                   | —                    | —                    | 15                   | NC*                  | The Year of "Yes"       |
| 2019 | Fancy                      | 3                    | 4                    | —                    | —                    | 4                    | NC*                  | Fancy You               |
| 2019 | Feel Special               | 9                    | 4                    | 82                   | —                    | 1                    | NC*                  | Feel Special            |
| 2020 | More & More                | 4                    | 3                    | —                    | —                    | 2                    | NC*                  | More & More             |
| 2020 | I Can't Stop Me            | 8                    | 5                    | —                    | —                    | 1                    | 31                   | Eyes Wide Open          |
| 2020 | Cry for Me                 | 164                  | 53                   | —                    | —                    | 1                    | —                    | Non issu d'un album     |
| 2021 | Alcohol-Free               | 6                    | 19                   | —                    | —                    | 3                    | 41                   | Taste of Love           |
| 2021 | Scientist                  | 32                   | 25                   | —                    | —                    | 7                    | 52                   | Formula of Love: O+T=<3 |
| 2022 | Talk That Talk             | 20                   | 7                    | 65                   | 16                   | 4                    | 18                   | Between 1&2             |
| 2023 | Set Me Free                | 94                   | 16                   | 75                   | 7                    | 2                    | 28                   | Ready To Be             |
| 2024 | One Spark                  | 126                  | 18                   | —                    | —                    | 3                    | 93                   | With You-th             |
| "—" indique que le single ne s'est pas classé dans cette région. * Note : le Billboard Global 200 n'a été introduit qu'en septembre 2020 |                            |                      |                      |                      |                      |                      |                      |                         |

### Singles japonais
| Année                                                                            | Titre         | Meilleures positions | Meilleures positions | Meilleures positions | Album         |
| Année                                                                            | Titre         | JPN Phy.             | JPN                  | USA World            | Album         |
| -------------------------------------------------------------------------------- | ------------- | -------------------- | -------------------- | -------------------- | ------------- |
| 2017                                                                             | One More Time | 1                    | 1                    | 8                    | BDZ           |
| 2018                                                                             | Candy Pop     | 1                    | 1                    | —                    | BDZ           |
| 2018                                                                             | Wake Me Up    | 1                    | 1                    | —                    | BDZ           |
| 2018                                                                             | BDZ           | —                    | 7                    | 23                   | BDZ           |
| 2019                                                                             | Happy Happy   | 2                    | 2                    | —                    | &Twice        |
| 2019                                                                             | Breakthrough  | 2                    | 1                    | 11                   | &Twice        |
| 2019                                                                             | Fake & True   | —                    | 19                   | —                    | &Twice        |
| 2020                                                                             | Fanfare       | 1                    | 1                    | —                    | Perfect World |
| 2020                                                                             | Better        | 2                    | 3                    | —                    | Perfect World |
| 2021                                                                             | Kura Kura     | 3                    | 3                    | —                    | Perfect World |
| 2021                                                                             | Perfect World | —                    | 24                   | —                    | Perfect World |
| 2021                                                                             | Doughnut      | 3                    | 6                    | —                    | Celebrate     |
| 2022                                                                             | Celebrate     | —                    | 10                   | —                    | Celebrate     |
| 2023                                                                             | Hare Hare     | 2                    | 3                    | —                    | Dive          |
| 2024                                                                             | Dive          | —                    | 25                   | —                    | Dive          |
| "—" indique que le single ne s'est pas classé ou n'est pas sorti dans ce format. |               |                      |                      |                      |               |

### Singles anglais
| Année                                                            | Titre                                | Meilleures positions | Meilleures positions | Meilleures positions | Meilleures positions | Meilleures positions | Meilleures positions | Album                   |
| Année                                                            | Titre                                | KOR                  | JPN                  | GBR                  | CAN                  | USA                  | MON                  | Album                   |
| ---------------------------------------------------------------- | ------------------------------------ | -------------------- | -------------------- | -------------------- | -------------------- | -------------------- | -------------------- | ----------------------- |
| 2021                                                             | The Feels                            | 94                   | 3                    | 80                   | 56                   | 83                   | 12                   | Formula of Love: O+T=<3 |
| 2023                                                             | Moonlight Sunrise                    | 152                  | 5                    | —                    | 62                   | 84                   | 22                   | Ready To Be             |
| 2024                                                             | I Got You                            | —                    | 23                   | —                    | 96                   | —                    | 38                   | With You-th             |
| 2024                                                             | Strategy (feat. Megan Thee Stallion) | 112                  | 43                   | —                    | 81                   | —                    | 48                   | Strategy                |
| 2025                                                             | This Is For                          | 102                  | 13                   | —                    | —                    | —                    | 38                   | This Is For             |
| "—" indique que le single ne s'est pas classé dans cette région. |                                      |                      |                      |                      |                      |                      |                      |                         |

### Bande originale
| Année | Titre                                            | Meilleure position | Album                          |
| Année | Titre                                            | KOR                | Album                          |
| ----- | ------------------------------------------------ | ------------------ | ------------------------------ |
| 2021  | I Love You More Than Anyone (누구보다 널 사랑해) | 105                | Hospital Playlist Season 2 OST |

## Clips vidéos
| Année | Titre                                           | Réalisateur(s)                                         | Ref.          |
| ----- | ----------------------------------------------- | ------------------------------------------------------ | ------------- |
| 2015  | "Like Ooh-Ahh" (Ooh-Ahh하게)                    | Naive Creative Production                              | [ 45 ]        |
| 2016  | "Cheer Up"                                      | Naive Creative Production                              | [ 46 ]        |
| 2016  | "TT"                                            | Naive Creative Production                              | [ 47 ]        |
| 2017  | "Knock Knock"                                   | Naive Creative Production                              | [ 48 ]        |
| 2017  | "Signal"                                        | Naive Creative Production                              | [ 49 ]        |
| 2017  | "Signal (Japanese Ver.)"                        | Naive Creative Production                              |               |
| 2017  | "TT (Japanese Ver.)"                            | Jimmy (BS Pictures)                                    | [ 50 ]        |
| 2017  | "One More Time"                                 | Naive Creative Production                              | [ 51 ]        |
| 2017  | "Likey"                                         | Naive Creative Production                              | [ 52 ]        |
| 2017  | "Heart Shaker"                                  | Naive Creative Production                              | [ 53 ]        |
| 2017  | "Merry & Happy"                                 | Mustache Films                                         | [ 54 ]        |
| 2018  | "Candy Pop"                                     | Naive Creative Production Takahiko Kyōgoku (animation) | [ 55 ] [ 56 ] |
| 2018  | "Brand New Girl"                                | Jimmy (BS Pictures)                                    | [ 57 ]        |
| 2018  | "What Is Love?"                                 | Naive Creative Production                              | [ 58 ]        |
| 2018  | "Wake Me Up"                                    | Jimmy (BS Pictures)                                    | [ 59 ]        |
| 2018  | "I Want You Back"                               | Jimmy (BS Pictures)                                    | [ 60 ]        |
| 2018  | "Dance the Night Away"                          | Naive Creative Production                              | [ 61 ]        |
| 2018  | "BDZ"                                           | Naive Creative Production                              | [ 62 ]        |
| 2018  | "Yes or Yes"                                    | Naive Creative Production                              | [ 63 ]        |
| 2018  | "The Best Thing I Ever Did" (올해 제일 잘한 일) | Mustache Films                                         | [ 54 ]        |
| 2019  | "Likey (Japanese Ver.)"                         | Naive Creative Production                              |               |
| 2019  | "What Is Love? (Japanese Ver.)"                 | Naive Creative Production                              |               |
| 2019  | "Fancy"                                         | Naive Creative Production                              | [ 64 ]        |
| 2019  | "Happy Happy"                                   | Naive Creative Production                              | [ 65 ]        |
| 2019  | "Breakthrough"                                  | Naive Creative Production                              | [ 66 ]        |
| 2019  | "Feel Special"                                  | Naive Creative Production                              | [ 67 ]        |
| 2019  | "Fake & True"                                   | Vishop (Vikings League)                                | [ 68 ]        |
| 2020  | "More & More"                                   | Naive Creative Production                              | [ 69 ]        |
| 2020  | "Fanfare"                                       | Jakyoung Kim (Flexible Pictures)                       | [ 70 ]        |
| 2020  | "Fancy (Japanese Ver.)"                         | Naive Creative Production                              |               |
| 2020  | "More & More (Japanese Ver.)"                   | Naive Creative Production                              |               |
| 2020  | "I Can't Stop Me"                               | Lee Gi-baek (Tiger Cave)                               | [ 71 ]        |
| 2020  | "Better"                                        | VM Project Architecture                                | [ 72 ]        |
| 2021  | "Kura Kura"                                     | Yoojeong Ko (Edie Ko)                                  | [ 73 ]        |
| 2021  | "Alcohol-Free"                                  | Rigend Film                                            | [ 74 ]        |
| 2021  | "Perfect World"                                 | Yoojeong Ko (Edie Ko)                                  | [ 75 ]        |
| 2021  | "The Feels"                                     | Oui Kim                                                | [ 76 ]        |
| 2021  | "Scientist"                                     | Rigend Film                                            | [ 77 ]        |
| 2021  | "Doughnut"                                      | Jeong Nuri (COSMO)                                     | [ 78 ]        |
| 2022  | "Scientist (Japanese Ver.)"                     | Rigend Film                                            |               |
| 2022  | "I Can't Stop Me (Japanese Ver.)"               | Lee Gi-baek (Tiger Cave)                               |               |
| 2022  | "Celebrate"                                     | Rigend Film                                            | [ 79 ]        |
| 2022  | "Talk That Talk"                                | Yoon Seung-rim, Jang Dong-ju (Rigend Film)             | [ 80 ]        |
| 2023  | "Moonlight Sunrise"                             | Kim In Tae (AFF)                                       | [ 81 ]        |
| 2023  | "Set Me Free"                                   | Yang Soon-shik (YSS Studio)                            | [ 82 ]        |
| 2023  | "Hare Hare"                                     |                                                        |               |
| 2023  | "Marshmallow" (MiSaMo)                          |                                                        |               |
| 2023  | "Do not touch" (MiSaMo)                         | KUDO                                                   | [ 83 ]        |
| 2024  | "I Got You"                                     | KUDO                                                   | [ 84 ]        |
| 2024  | "One Spark"                                     | Flipevil                                               | [ 85 ]        |